# Karu järv
Karu järv (järv = See) ist ein natürlicher See in der Landgemeinde Kanepi im Kreis Põlva auf dem estnischen Festland. Am Ufer des 1,7 Hektar großen Sees entfernt liegt das Dorf Krüüdneri und 47,6 Kilometer entfernt liegt der 3555 km² große Peipussee (Peipsi-Pihkva järv).